# Sistema de clases
El sistema de clases, también denominado como sociedad de clases, es una de las formas de estratificación social en el que la posición social de un individuo se determina mediante la adscripción a una clase social.
El origen del concepto de clase social, en un sentido moderno se desarrolló sobre todo en el siglo XIX. Posteriormente diversos sociólogos e historiadores han usado el concepto tanto para analizar sociedades modernas como antiguas. Sin embargo, para períodos anteriores de la historia europea al siglo XIX, como por ejemplo la sociedad europea bajo el Antiguo Régimen, algunos autores prefieren hablar de sociedades estamentales.

## Introducción
En el avance del desarrollo de la humanidad, ha existido un proceso creciente de conformación de agrupaciones de personas, que han sido objeto de estudio en diversos momentos y por diversos investigadores.
Sin embargo, no fue hasta que el alemán Karl Marx desarrolló, junto con Friedrich Engels, la investigación que concluyó enunciando la conformación social en clases bien diferenciadas y la lucha o competencia entre ellas, cuando se logró comprender mejor el desarrollo social y su devenir histórico como prevención del futuro.
Las clases estuvieron siempre allí en la sociedad y acompañaron su desarrollo evolutivo, se fueron configurando a lo largo de centenares de años de lucha constante, y fue el estudio de Marx, cuando se comprende mejor la constitución de las clases sociales desde su nacimiento, desarrollo, fortalecimiento y ubicación sobre el resto de la sociedad.
Con el trabajo de Marx logramos ver sintetizado un enorme proceso de conformación, lucha entre clases, hasta su consolidación en los estados formados a partir de la revolución industrial, donde se configuran lo que se ha dado en llamar las clases fundamentales: una minoritaria, que tiene su fuerza en el capital y que se conoce como la clase capitalista, y la otra clase, que tiene su fuerza en su número y que se conoce como la clase proletaria, constituida por los trabajadores, los creadores de la riqueza para la otra clase.
Las clases sociales establecidas por Marx tienen su base en la acumulación de capital, en la ubicación ante la producción y el trabajo que cada una de ellas aporta para la reproducción del capital y los bienes en forma de mercaderías.